# Hamadã Carmate
Hamadã Carmate ibne Alaxate (em árabe: حمدان قرمط بن الأشعث; romaniz.: Ḥam(a)dān Qarmaṭ ibn al-Ashʿath; ca. 874-899) foi o fundador da seita carmata do ismailismo. Originalmente o principal missionário ismailita (dai) no baixo Iraque, em 899 cindiu com a liderança do movimento em Salamia depois de ter sido assumida por Abedalá (futuro primeiro califa fatímida) e partiu com seus seguidores. Hamadã então desapareceu, mas seus seguidores continuaram existindo no deserto da Síria e no Barém (Arábia Oriental) por várias décadas.

## Vida
Os primeiros anos de Hamadã são desconhecidos, exceto que viveu na vila de Aldur, no distrito de Furate Badacla, a leste de Cufa. Era originalmente transportador (de mercadorias com bois) e entra no registro histórico com sua conversão ao ismailismo pelo missionário (dai) Huceine Alauazi em 261 A.H. (874/5 E.C.) ou por volta de 264 A.H. (877/878 E.C.).  Seu sobrenome "Carmate" é quiçá aramaico. Várias formas e significados são registrados nas fontes: segundo Tabari, seu nome era Carmita (Karmītah), "olhos vermelhos"; já Naubaqueti e Nizã Almulque fornecem o diminuto Carmatuia (Qarmāṭūya); outros sugerem que seu nome significava "pernas curtas". É tradicionalmente considerado que os seus seguidores foram nomeados Caramita (singular Carmati), "homens de Carmate", em sua honra. No entanto, o estudioso xiita Alfadle ibne Xadã, que morreu em 873/4, havia escrito uma refutação das doutrinas carmatas, o que significa que Hamadã havia se tornado ativo antes disso ou, alternativamente, tirou seu sobrenome da seita, ao invés do contrário.

### Atividade missionária

Iraque ca. 875

O dai Huceine Alauazi havia sido enviado pela liderança ismailita em Salamia e, quando morreu (ou deixou a área), Hamadã assumiu a liderança da missão nos arredores rurais (Sauade) de Cufa e sul do Iraque. Logo mudou sua residência à cidade de Caluada, ao sul de Bagdá, e rapidamente conquistou muitos novos convertidos entre os camponeses e beduínos. Seu sucesso foi auxiliado pelo caos da Revolta Zanje que tomou conta do Iraque, pela fraqueza do Califado Abássida e a insatisfação de adeptos do xiismo duodecimano com o quietismo político de sua liderança, o vácuo deixado pela morte do décimo primeiro imame Haçane Alascari e a "ocultação" do décimo segundo imã, Maomé Mádi, em 874. Nesse clima, o milenarismo dos ismailitas, que pregavam o retorno iminente do messias ou mádi, era muito atraente aos insatisfeitos xiitas.
Seu discípulo e assessor mais notório foi seu cunhado Abu Maomé Abadã, que "desfrutou de alto grau de independência" (Daftary) e nomeou seus dais no Iraque, Barém (Arábia Oriental) e sul da Pérsia. Entre aqueles treinados e enviados como dais por Hamadã e Abadã estavam Abuçaíde Aljanabi (Pérsia e Barém), ibne Hauxabe, Ali ibne Alfadle (ao Iêmem) e Abu Abedalá Alxii, que mais tarde ajudou a converter os cotamas na Ifríquia e abriu caminho ao estabelecimento do Califado Fatímida. De acordo com o heresiólogo sunita do século XI Abu Almançor de Bagdá, Almamune, um dai ativo no sul da Pérsia, era irmão de Hamadã.
Os agentes de Hamadã coletavam impostos dos convertidos, incluindo um quinto de todos os rendimentos, a serem reservados ao mádi. Embora Hamadã se correspondesse ao grupo de Salamia, sua identidade permaneceu em segredo, e Hamadã conseguiu seguir sua própria política localmente. Assim, em 880, seus números eram grandes o suficiente para abrir uma aliança com o líder dos zanjes, Ali ibne Maomé, que rejeitou a oferta. Em 890/891, Hamadã estabeleceu refúgio fortificado (dār al-hijra) para seus apoiadores perto de Cufa. Por vários anos, após a supressão da Revolta Zanje em 883, a autoridade abássida não foi firmemente restabelecida no Sauade. Somente em 891/892, os relatos de Cufa denunciando essa "nova religião" e os relatos sobre a crescente atividade carmata começaram a causar preocupação em Bagdá. No entanto, nenhuma ação foi tomada contra eles no momento. Como esse grupo foi o primeiro a chamar a atenção das autoridades abássidas, o rótulo de "carmatas" logo passou a ser aplicado às populações ismailitas que não eram convertidas por Hamadã.

### Doutrina
Nenhuma informação direta sobre a doutrina pregada por Hamadã e Abadã é conhecida, mas estudiosos modernos como Farhad Daftary consideram que tenha sido, com toda a certeza, a mesma propagada na época por Salamia e descrita em escritos de Naubaqueti e ibne Babauai. Em essência, anunciaram o retorno iminente do sétimo imã, Maomé ibne Ismail como o mádi e, portanto, o início de uma nova era da justiça; o mádi proclamaria uma nova lei, substituindo o islã, e revelaria as verdades "ocultas" ou "internas" (bāṭin) da religião a seus seguidores. Até então, esse conhecimento era restrito, e somente aqueles iniciados na doutrina podiam acessar parte dele. Como resultado dessas crenças, os carmatas frequentemente abandonavam a lei e o ritual islâmicos tradicionais. Fontes islâmicas tradicionais coetâneas afirmam que isso levou a um comportamento lascivo entre eles, mas isso não é confiável, dada a sua posição hostil em relação aos carmatas.

### Cisão com Salamia e possível reconciliação
Em 899, após a morte do líder anterior da seita em Salamia, Abedalá, o futuro fundador do Califado Fatímida, tornou-se o líder. Logo, começou a fazer alterações na doutrina, o que preocupava Hamadã. Abadã foi a Salamia para investigar o assunto, e soube que Abedalá alegou que o esperado mádi não era Maomé ibne Ismail, mas Abedalá. Isso causou grande brecha no movimento, quando Hamadã denunciou a liderança em Salamia, reuniu os dais iraquianos e ordenou que cessassem o esforço missionário. Logo após, "desapareceu" de sua sede em Caluada. O escritor anti-ismailita do século XIII, ibne Maleque, relata informações pouco credíveis de que foi morto em Bagdá, e ibne Haucal, que escreveu nos anos 970, afirma que se reconciliou com Abedalá e se tornou um dai pela causa fatímida sob o nome de Abu Ali Haçane ibne Amade. Segundo Wilferd Madelung, dadas as simpatias fatímidas de ibne Haucal e a amizade com o filho de Abu Ali, "suas informações podem muito bem ser confiáveis".
Abu Ali Haçane reivindicou descendência de Muslim ibne Acil ibne Abi Talibe e se firmou em Fostate, capital do Egito. A partir daí, tentou recuperar o apoio de seus ex-seguidores, mas os do Iraque e Barém recusaram; ibne Hauxabe no Iêmem e Abu Abedalá Alxii na Ifríquia, no entanto, aceitaram sua autoridade e o usaram como intermediário com Abedalá em Salamia. Quando Abedalá fugiu da Síria e passou um ano em Fostate em 904/905, Abu Ali foi responsável por sua segurança. Após o estabelecimento do Califado Fatímida em 909, Abu Ali visitou Abedalá na Ifríquia e foi enviado para espalhar o Islã na Ásia Menor sob controle do Império Bizantino, onde foi capturado e preso por cinco anos. Após sua libertação, retornou à Ifríquia, onde o filho e herdeiro de Abedalá, Alcaim Biamir Alá (r. 934–946), o nomeou dai chefe, com o título "Portão dos Portões" (bāb al-abwāb). Nessa posição, compôs trabalhos explicando a doutrina fatímida; no Ummahāt al-Islām, refutou o uso da filosofia entre os ismailitas orientais antifatímidas (inclusive nos ensinamentos de Abadã) e, em vez disso, "afirmou a primazia do princípio de taʾwil, a interpretação esotérica, no ensino religioso ismailita". Morreu em 933 e seu filho Alboácem Maomé o sucedeu como principal dai.

### Movimento carmata após seu desaparecimento
Após o desaparecimento de Hamadã, o termo "carmatas" foi retido por todos os ismailitas que se recusaram a reconhecer as reivindicações de Abedalá e, posteriormente, da dinastia fatímida. Às vezes, também era aplicado por não-ismailitas num sentido pejorativo aos apoiadores dos fatímidas também. Abadã foi assassinado no mesmo ano por instigação de Zacarauai ibne Mirauai, aparentemente por instruções de Salamia. Os seguidores de Hamadã e Abadã ameaçaram matar Zacarauai, que foi forçado a se esconder. Os dais designados por Abadã retomaram seu trabalho, denunciando as reivindicações de Abedalá em Salamia e continuando o movimento carmata, embora Abadã fosse frequentemente citado como a fonte de seus trabalhos religiosos e filosóficos. Um movimento carmata (os chamados baclias) sobreviveu no baixo Iraque por várias décadas depois, com seus ensinamentos atribuídos em grande parte a Abadã.
No deserto da Síria e no baixo Iraque, Zacarauai logo assumiu a iniciativa, a princípio secretamente. Por meio de seus filhos, patrocinou grande revolta na Síria 902–903, que foi encerrada na batalha de Hama em novembro de 903; embora provavelmente tenha sido projetada para provocar uma revolução pró-fatímida, a reação abássida em larga escala que precipitou e a atenção que trouxe sobre ele forçaram Abedalá a abandonar Salamia rumo ao Magrebe, onde fundaria o Estado fatímida na Ifríquia. O próprio Zacarauai apareceu em 906, alegando ser o mádi, para liderar os últimos ataques carmatas aos abássidas no Iraque, antes de ser derrotado e capturado no início do ano seguinte. Os carmatas tiveram mais sucesso no Barém, onde Abuçaíde Aljanabi, enviado à região c. 886/887, por Hamadã e Abadã, fundou um Estado carmata independente que se tornou uma grande ameaça aos abássidas no século X. Outros grupos carmatas existiram independentemente no Iêmem, Rei e Coração.